# 香港置地

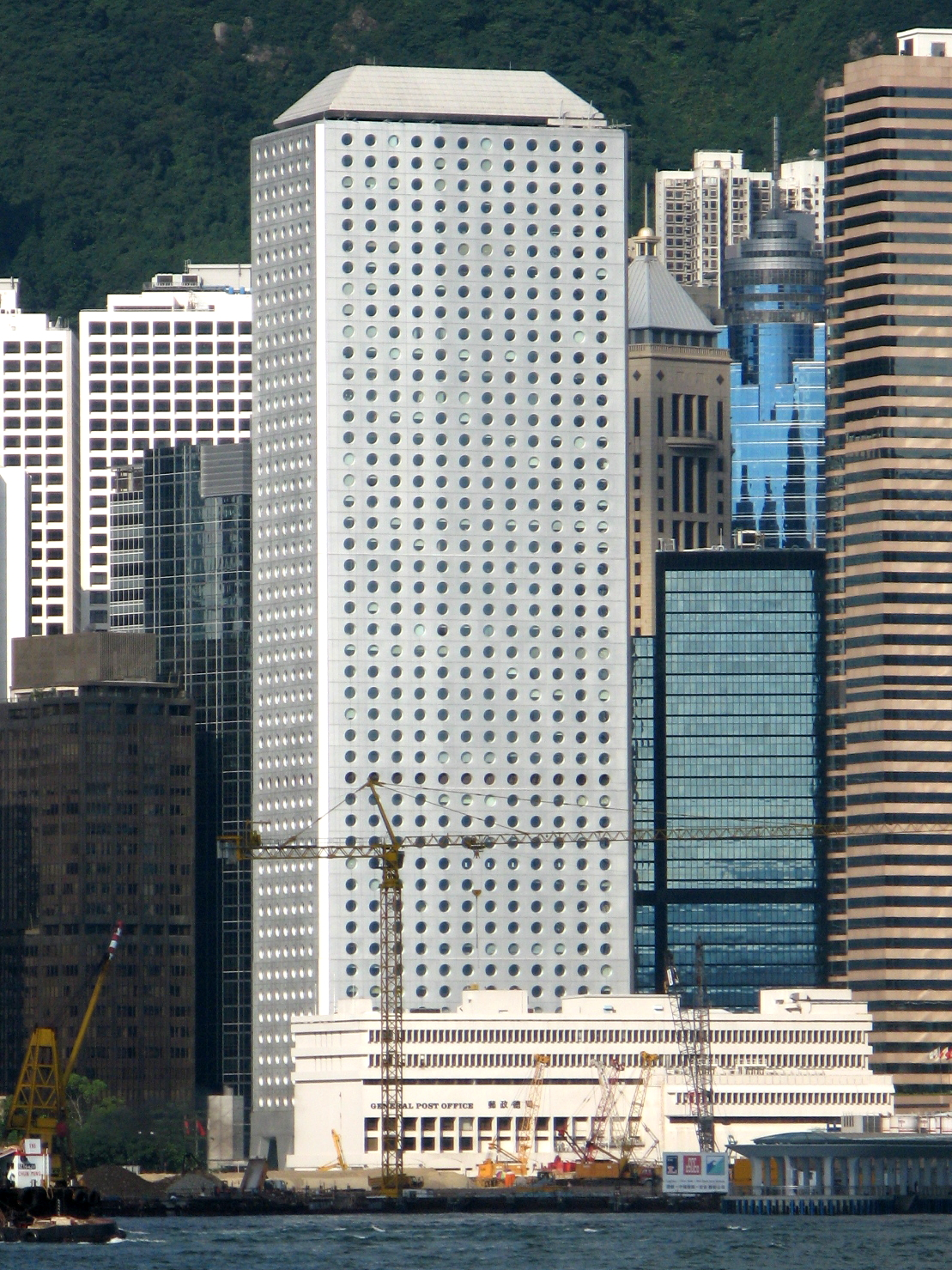
怡和大廈

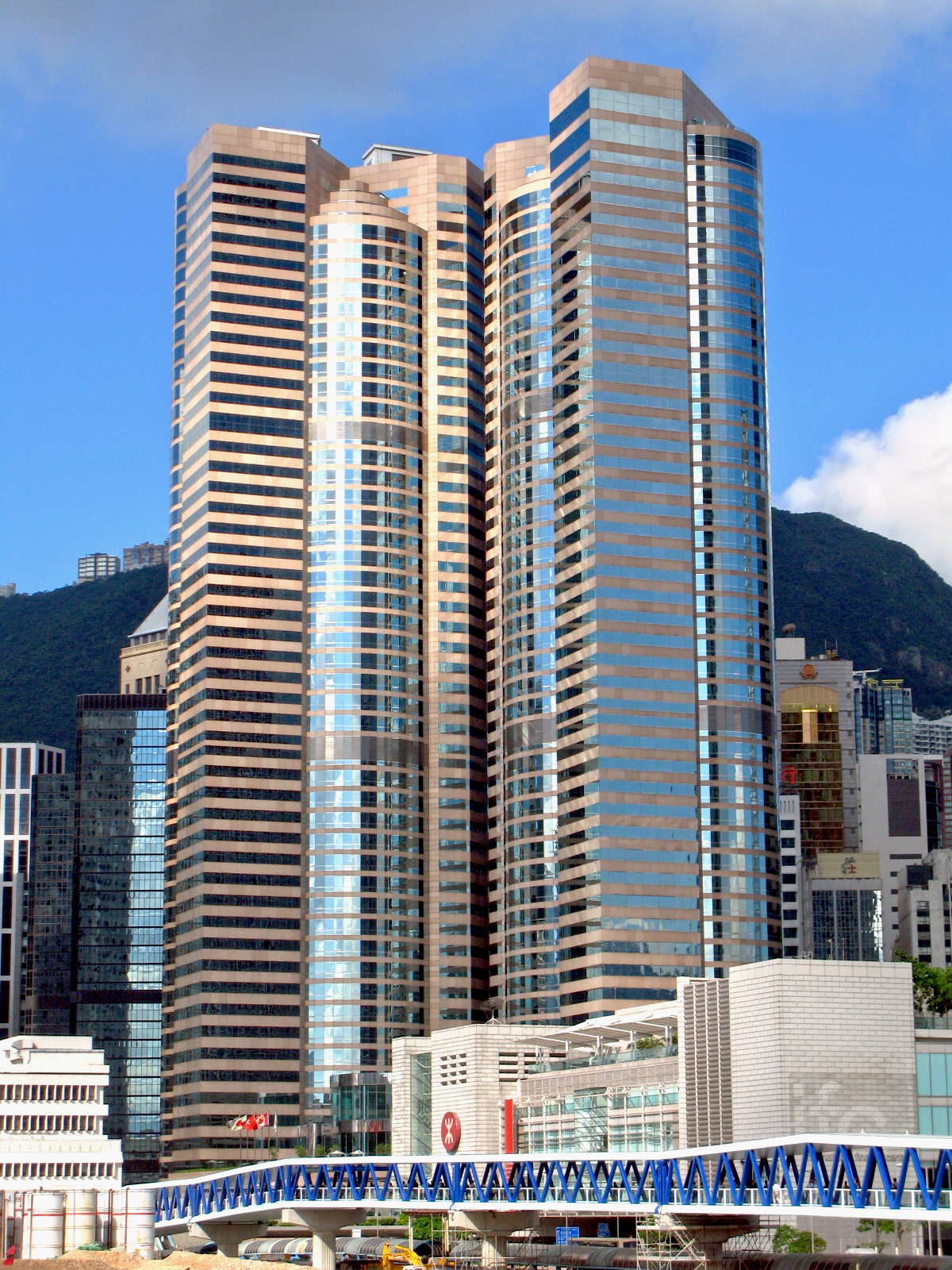
交易廣塲

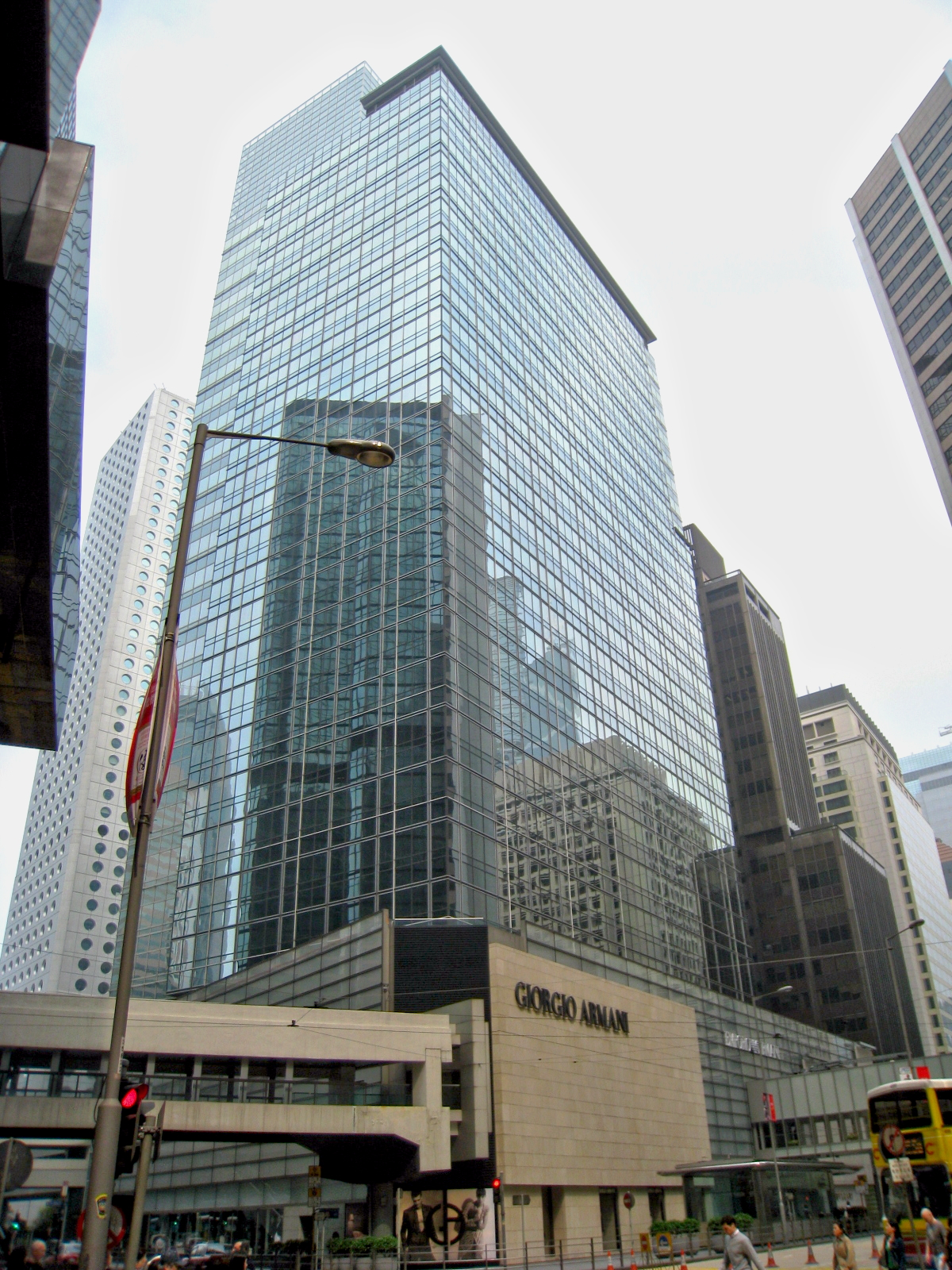
遮打大廈

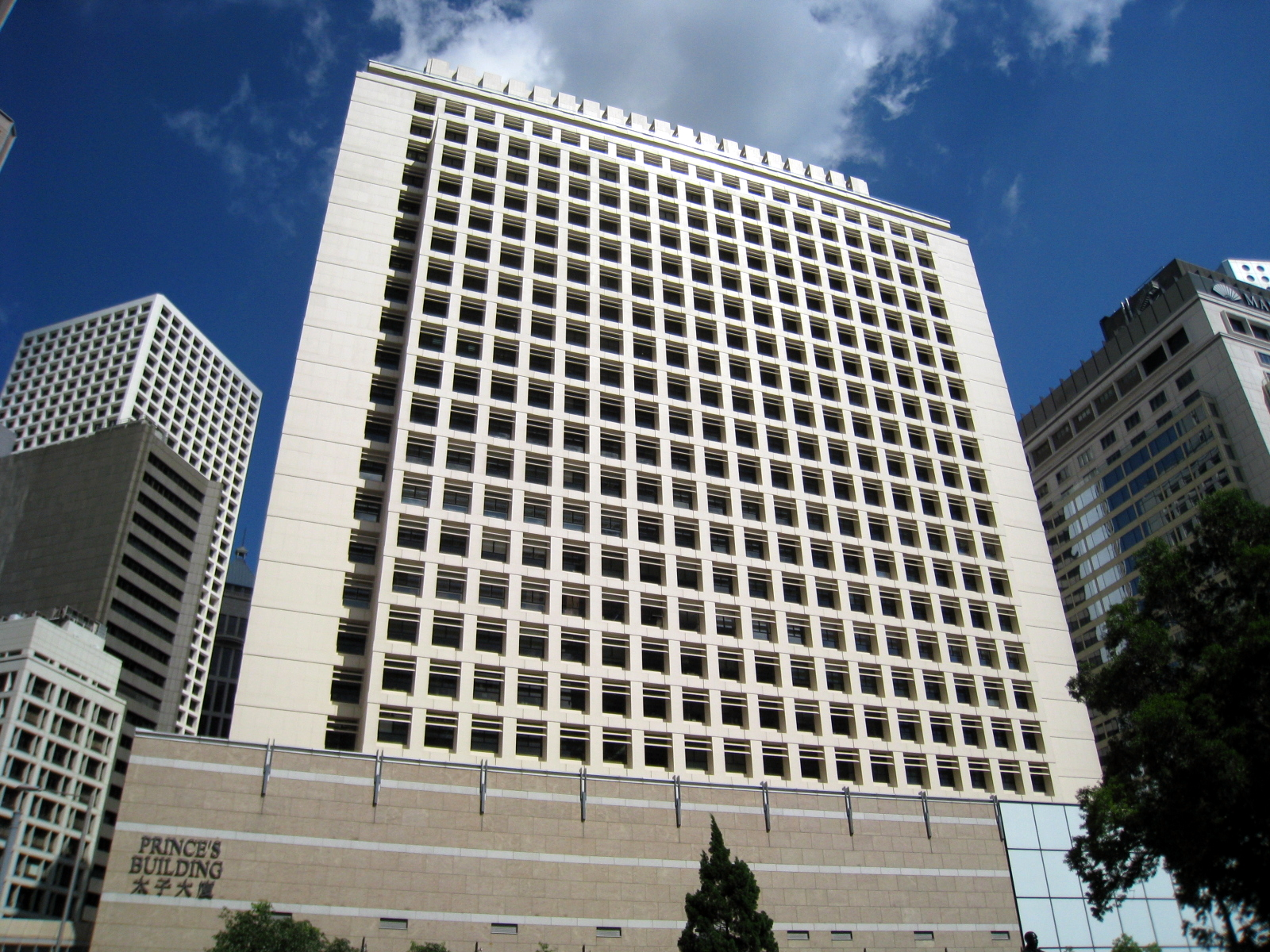
太子大廈

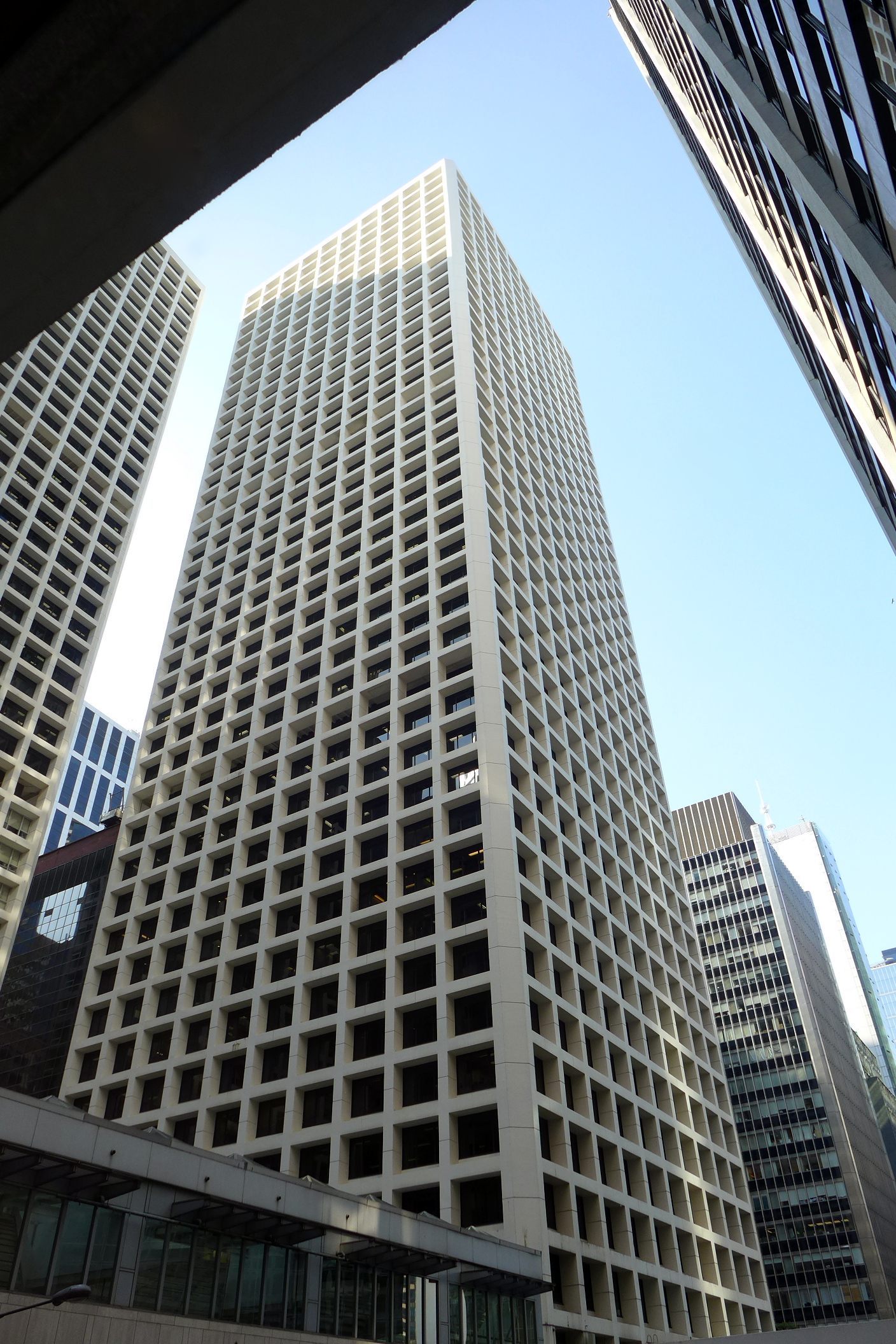
告羅士打大廈

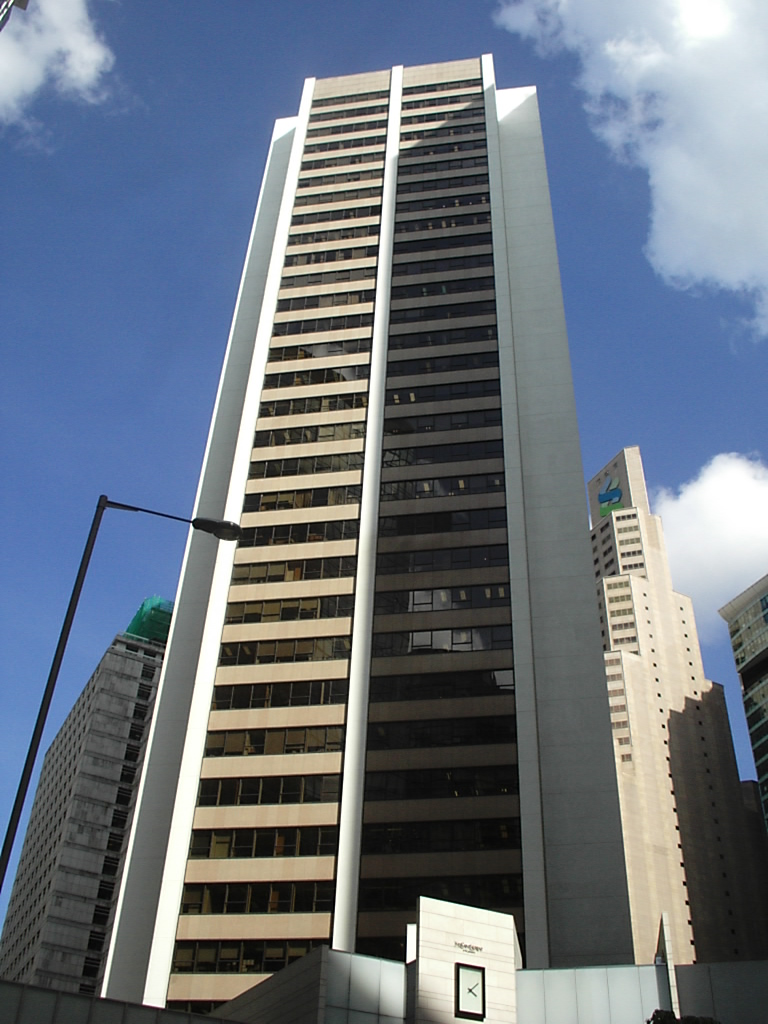
歷山大廈

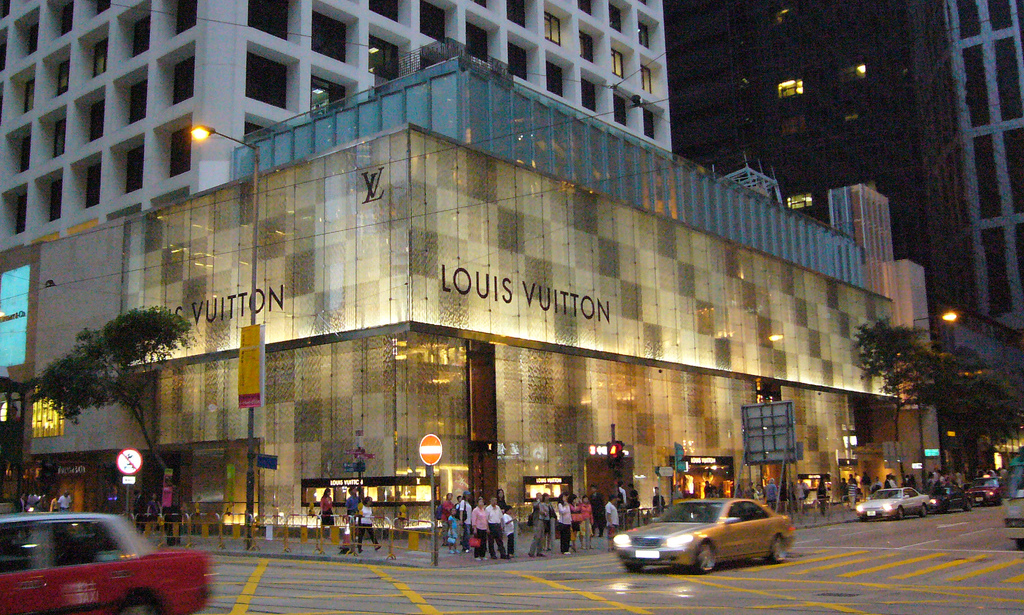
置地廣塲

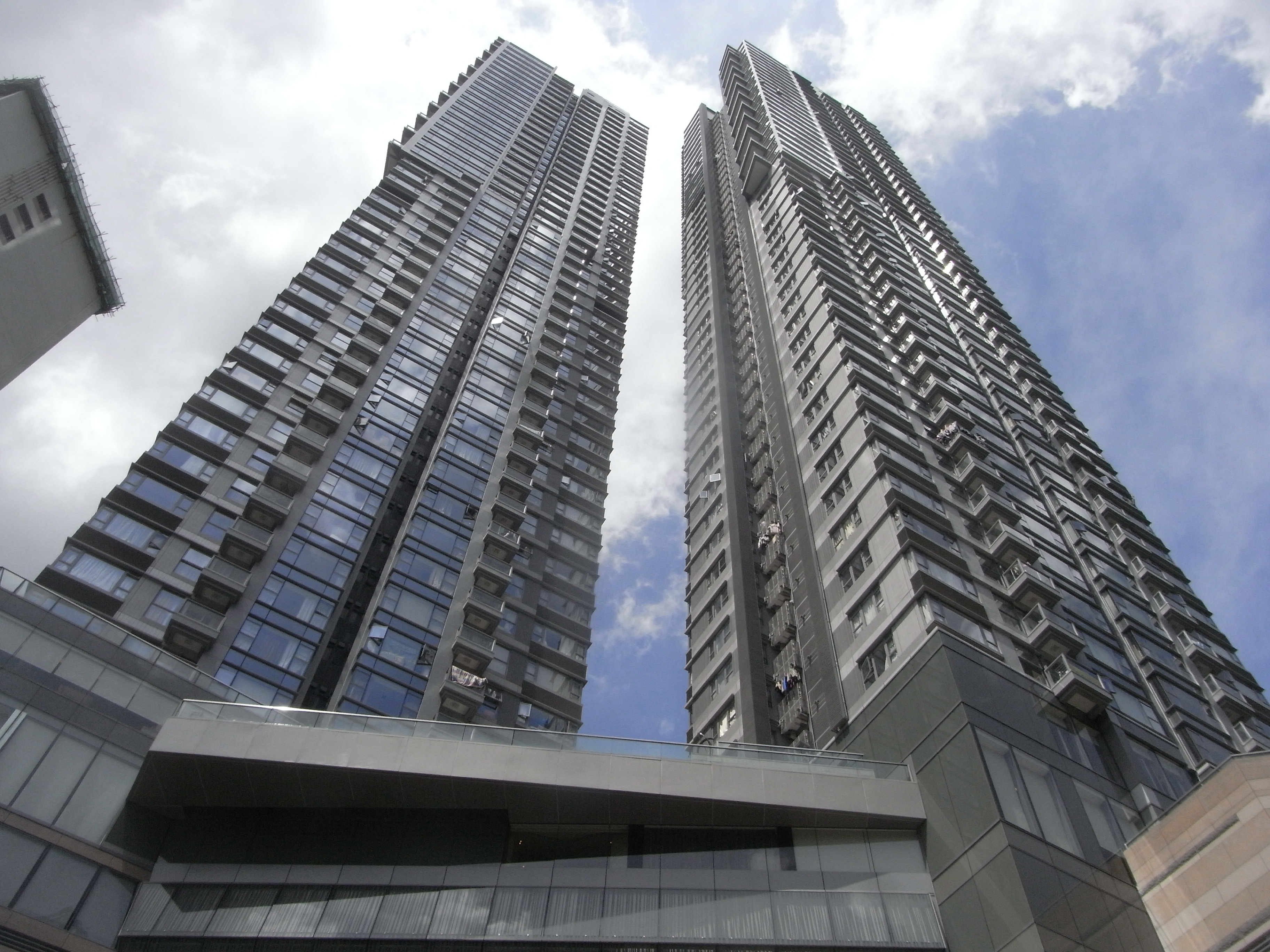
上林 (香港)

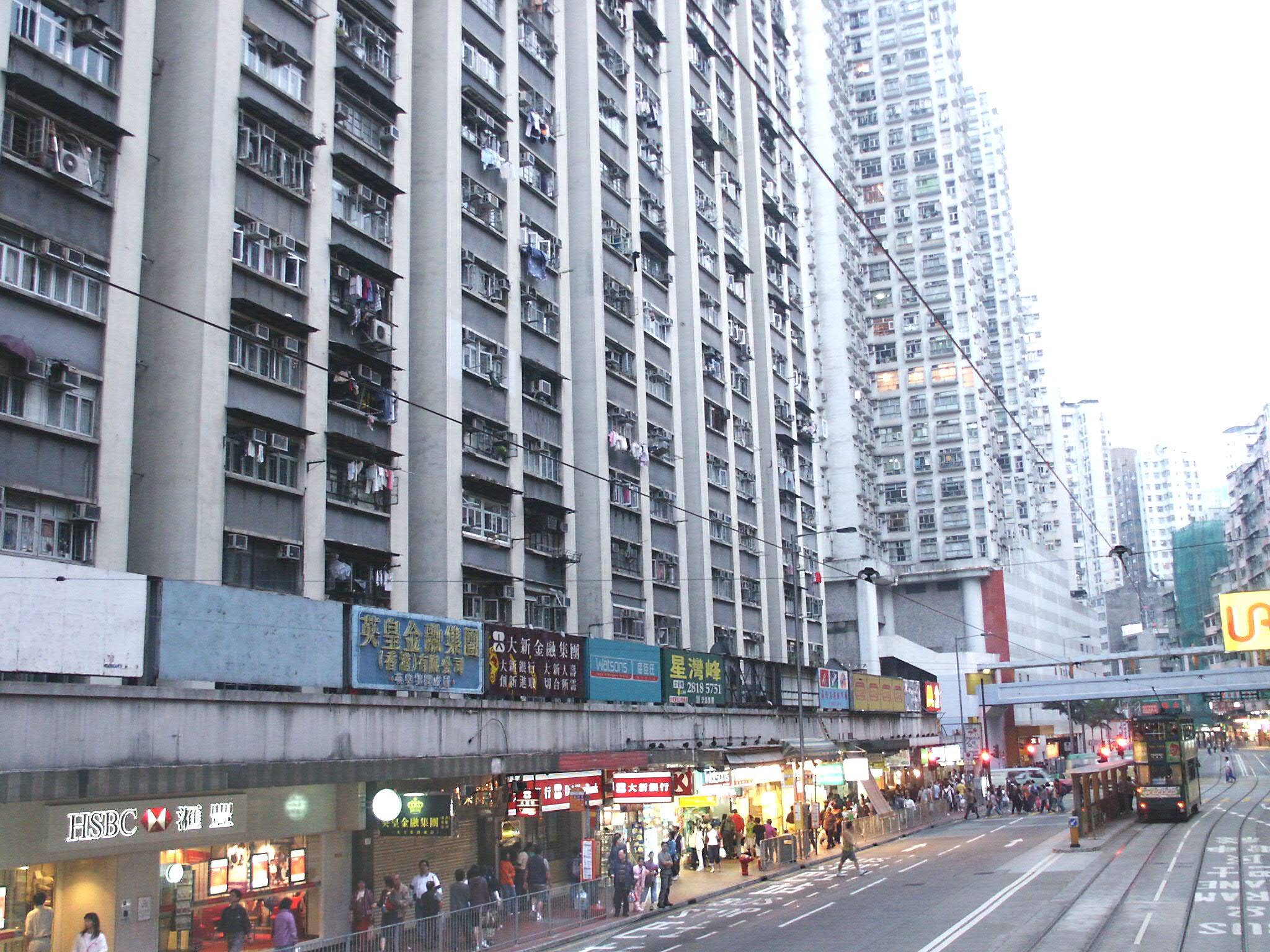
太安樓

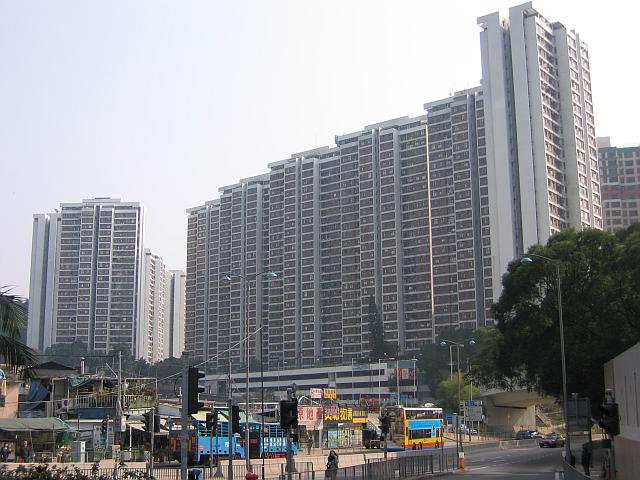
置富花園

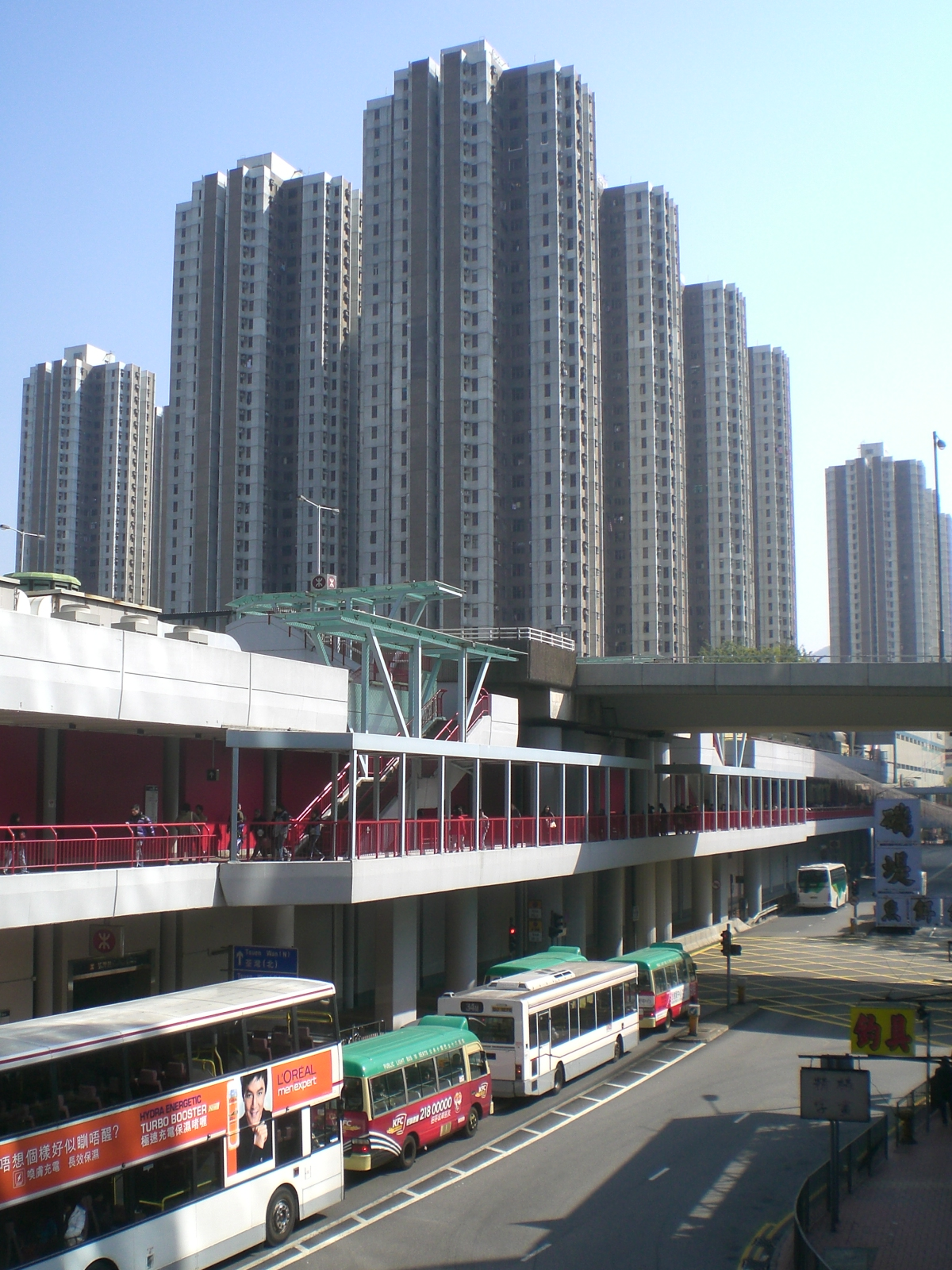
綠楊新邨

置地控股有限公司（英語：Hongkong Land Holdings Limited，SGX：H78、LSE：HKLD、港交所除牌時015.HK），簡稱置地控股、置地公司，以及香港置地，為亞洲具領導地位的物業投資、管理及發展集團之一，它的商用及住宅物業遍佈亞洲各地。在香港中環核心商業區，置地公司擁有及管理500萬平方呎之商用樓面，其租戶包括跨國公司、金融服務及相關行業的客戶。在新加坡，置地擁有濱海灣金融中心及莱佛士码头一号等多個大型發展項目的重大權益，樓面面積共約200萬平方呎。
置地公司的歷史可追溯至1889年，為亞洲歷史最悠久的地產集團之一。置地控股有限公司於百慕達註冊成立，在倫敦證券交易所擁有高級上市地位，並在百慕達及新加坡擁有第二上市地位。置地曾在香港聯交所第二上市，但已於1994年撤出。集團的資產及投資由香港置地集團公司於香港管理。怡和集團佔置地公司51.57%股權（11.76616646億股普通股）

## 現況
- 置地公司在亞洲多個主要城市擁有寫字樓及商舖物業組合，租戶包括多家藍籌跨國公司及金融服務公司，以及多個全球高級零售品牌，如路易·威登（Louis Vuitton）、Gucci、Armani、Dunhill 等。
- 集團在香港以外的項目，大部分是與當地發展商合作進行，如新加坡的吉寶企業、北京的萬通集團，以及重慶的龍湖集團及招商局集團。
- 在香港，置地公司繼續提升旗下中環商廈的水平。2003年，公司完成太古大廈重建項目，建成現時的遮打大廈。太子大廈大型翻新工程已峻工。置地廣場亦已完成重建，增建置地文華東方酒店及約克大廈。
- 2012年初，置地公司為旗下中環四個中區行人天橋系統內以天橋連接的著名高級購物區，包括置地廣場、歷山大廈、遮打大廈及太子大廈，冠以一個嶄新品牌 ─ LANDMARK「置地廣塲」，並推出「L」全新品牌標誌。
- 公司近年亦於香港島發展3個豪宅項目，包括上林、傲翔灣畔和綠意居。
- 自2003年起，置地公司與香港政府合作進行「中環環境改善項目」，透過重舖行人路、美化街道設施、路牌標誌、園景佈置、照明系統及環境綠化等提升中區的形象。
- 2006年10月，置地公司首次在中環心臟地帶舉辦「鼠戰中環」。這項慈善接力賽其後成為一年一度的盛事，替慈善機構「思健」籌募善款，協助在香港及中國內地推廣精神健康的機構和項目。活動第一年籌得逾港幣200萬元，至今共籌得約港幣1700萬元。
- 置地公司除了不斷在香港作出投資外，近年更積極拓展海外業務，涉足亞洲多個市場。
- 新加坡的商用物業組合方面，置地公司完成 One Raffles Link 及萊佛士碼頭一號項目後，發展並持有位於濱海灣新商業中心區的濱海灣金融中心（Marina Bay Finanical Centre）主要權益，項目已於2012年落成。
- 置地公司持有 Jakarta Land 50%股權，而 Jakarta Land 正於雅加達商業中心區擴建其商用物業項目。置地公司亦於曼谷和河內擁有優質寫字樓和商舖物業組合，並正在北京和金邊開展商業項目。
- 住宅物業方面，公司擁有兩個新加坡高級住宅項目 Marina Bay Residences 和 Marina Bay Suites（即濱海灣金融中心兩座服務式公寓）。公司同時持有於新加坡上市的發展商 MCL Land，該公司活躍於新加坡和馬來西亞的中高檔住宅項目。置地公司亦正於柬埔寨發展住宅項目。
- 在澳門，置地公司與信德集團合作發展澳門壹號廣場。這個位於湖畔的大型綜合用途發展項目，集豪華住宅、高級商舖、澳門文華東方酒店及酒店管理式住宅於一身。
- 在中國大陸，置地公司有多個豪華及高檔住宅項目已經完成或正在興建中，包括北京的「新城‧國際」和「楓葉園」、重慶的「江與城」，以及其他位於重慶和瀋陽的項目。「新城·國際」是中國首批大型豪宅項目之一，於2004年開始分期興建。

## 置地公司之創立
置地公司成立於1889年3月2日，最初名為香港置地及代理有限公司（The Hong Kong Land lnvestment and Agency Company Limited），由香港著名商人保羅·遮打（Paul Chater）及占士·莊士頓·凱瑟克（James Johnstone Keswick）創立。遮打先生除了涉足地產業務外，還從事證券及黃金買賣。凱瑟克是怡和洋行大班，兼任置地公司主席。自此，怡和洋行大班兼任置地大班成为传统。
遮打先生曾努力游說香港政府，在中環維多利亞港進行新的填海工程，並沿海港興建一條新的海傍大道。在置地公司成立6天後，遮打先生終於得償所願。這幅填海地帶來寬約250呎、面積65英畝的建築用地，而新建的海傍大道則成為日後的遮打道。這幅填海地自此成為香港中環（中區）的核心部分，也是今天德輔道中與干諾道中（包括皇后像廣場和遮打道）之間的地段。
位於上述填海地的第一幢商廈是建於1898年的新東方行，現址為友邦金融中心。因此，遮打道填海計劃可視為置地公司將「中環」發展為香港商業區的第一步。

### 成立初年
新東方行落成後，全港第一批共5幢的「摩天」大廈亦於1904年6月至1905年12月間在中環相繼落成，包括於1904年建成的亞歷山打行，其所在地為今天歷山大廈的現址。
1941年二次世界大戰期間，置地公司於3年8個月的日佔時期停止營業。戰後，置地公司於1945年9月收回其寫字樓大廈，全部建築物的結構均保存完好。
置地公司於1947年進行戰後第一個項目，為3層高的公主行加建5層樓面。之後，公司重建皇后大道中11-13號，於1950年完成樓高9層的公爵行。這些建築物的所在地是公爵大廈和約克大廈的現址。
與此同時，置地公司清拆3幢位於德輔道、遮打道和雪廠街交界三角地段的舊建築物——亞歷山打行、皇室行及中天行，以預備興建13層高的歷山大廈。

### 1960及70年代
到1960年代中期，置地公司擁有9幢大型寫字樓大廈，以及位於太子大廈和文華酒店內的商場，兩幢建築物由天橋連接，成為中環以及中區行人天橋系統第一條行人天橋。自此，置地公司的建築物均以天橋相連，形成一個商廈網。
1970年代期間，置地公司開始投資國際市場，在澳洲、夏威夷、印尼、馬來西亞、新加坡及泰國建立物業組合。
康樂大廈可說是置地公司於1960及70年代成就最大的建築工程。1970年6月1日，置地公司在公開拍賣中，以當時破紀錄高價港幣2億5800萬元投得中區一幅重要的新填海地，並興建康樂大廈，於1973年落成，樓高52層、樓面面積696,000平方呎，是當時香港規模最大、設備最先進的辦公大樓。大樓於1989年1月1日易名為目前之怡和大廈。
置地公司於1970年代開始重建旗下「中環」物業組合，包括重建歷山大廈。新廈於1976年落成，樓高36層，以架空行人道與太子大廈、太古大廈、文華酒店及康樂大廈連接。今天，歷山大廈所在的行人天橋網絡，連接置地公司商用物業組合內各幢商廈。
置地公司在半山發展住宅物業，包括建於1974年的梅苑及建於1976年的蘭心閣。公司亦將牛奶公司於薄扶林的牧場大部分用地，改建為大型屋苑置富花園。置富花園包括20座大廈，提供4258個單位，並設有商場、食肆及康樂設施。
在1970年代末至1980年代初，英資的和記黃埔、九龍倉先後被李嘉誠、包玉剛收購，置地成為新興華商覬覦的目標。面對收購威脅，置地大股東怡和的主席紐壁堅採取了「連環船」方式，即透過怡和與置地互持對方四成股權的策略去保衛置地。然而，在隨後掩至的地產崩潰中，置地虧損嚴重，負債纍纍，並且累及怡和，令整個集團處於危城困守之中。
1983年怡和新主席西門·凱瑟克上任後，隨即採取了一系列救亡措施，首先是出售置地的非核心業務以減低負債，其次是使「連環船」脫鉤。1986年底，置地宣佈先後將旗下經營零售業的牛奶國際和經營酒店業的文華東方分拆上市；1987年2月怡和宣佈成立一家名為「怡和策略」的控股公司，將怡和與置地互控轉變成怡和與怡策互控，再由怡策持有置地、牛奶國際、文華東方3家上市公司股權。經過連串重組，置地被打回原形，從一家大型綜合性企業集團重新變成一家純粹地產投資公司。

### 1980及90年代
置地公司除了經營地產本業外，更於1980年代涉足其他業務，購入香港電話有限公司和香港電燈集團有限公司的大部份股權。
1982年，置地公司以港幣47億元成功投得中環最後一幅大型地皮，並開始興建交易廣場第一期。這是當時全港規模最大、設備最先進的商廈。同年，本港地產市場暴跌，隨後兩年租金水平急挫一半。面對財政困境，置地公司進行重組，並透過出售資產及架構重整來削減債務。置地公司出售海外物業及位於香港的非核心資產，包括於香港電話和香港電燈的權益，但繼續持有位於中環心臟地帶的核心資產。
1984年，地產市道開始重現曙光。置地公司於1985年底落成及啟用新旗艦物業交易廣塲第一期，包括第一座及第二座。1988年，交易廣塲最後一期的第3座落成，富臨閣亦同時開幕。
中環另一個矚目地標置地廣場，分兩期於1980年和1983年落成。置地廣場有兩幢樓高47層的辦公大樓，即告羅士打大廈和公爵大廈，以及一個5層高的大型購物商場。
1980年代內，由長江實業、新世界發展、恆基兆業地產與中國中信集團合組之港中財團，曾計劃收購置地，但怡和方面拒絕。至1988年5月，怡和策略與港中財團達成共識，決定以港幣18.34億，悉數購入後者持有的置地股份，並禁止財團內任何公司於七年內再對怡和系企業提出收購。
1990年代，置地公司繼續提升在香港的核心商用寫字樓組合，同時開始留意其他亞洲城市的投資機會。
在香港中環，寫字樓供應於1990年代後期大幅增加。置地公司於1998年進行太古大廈重建計劃，在中環心臟地帶建成一幢世界級商廈，現稱遮打大廈。

### 2000年代
在新加坡，置地公司展開 One Raffles Link 的建築工程。這幢位於市中心的辦公大樓，是早期採用可持續發展方式興建的建築物，於2000年落成。
2009年8月28日，置地公司將交易廣塲中庭的商用物業 The Forum 拆卸重建，獲批一幢五層高物業，總樓面達49,438方呎。

### 2010年代
2010年代，香港置地重建麗星樓為上林，與麗星樓的業主達致「雙贏」結果，相信跟香港置地讓舊居業主大致維持原有的居住環境有關。麗星樓單位面積約824-840平方呎（相信是實用面積），舊單位以為三房兩廳連主人套房另工人房及洗手間設計；而麗星樓每戶均可獲取一個實用面積不少於767方呎的單位及一個有蓋車位（根據樓書，獲賠償單位的實用面積為788平方呎，面積達舊居單位的93.8%-95.6%），獲賠償的單位不但大致維持舊居的間隔和佈局，此舉令麗星樓的業主於重建後能大致維持舊居生活，同時獲得新增康樂設施，真正實踐原區安置。香港置地是次重建計劃不但賺取巨額利潤，還示範了何謂企業公民，香港其他地產商簡直望塵莫及。

#### 2011年
2011年8月15日香港置地持有95%權益王府井發展有限公司以29.1042億元的價格投得一幅位於北京市中心王府井的綜合商業項目用地，相當於每平方米樓面地價22,120元人民幣。該項目名為「王府中環」，地皮總面積約為27,200平方米（29.3萬平方呎），已完成土地平整，項目落成後的總建築面積約131,100平方米（140萬平方呎），包括3層地庫。
2011年8月30日太子大廈獲屋宇署批出重建為1幢32層高的甲級商廈（建於4層平台之上），涉及樓面約60.51萬方呎，若落實重建計劃，除為該集團過去10年以來最大型的商廈重建項目外，亦是中環核心區內過去10年以來最大宗商廈重建計劃。
2010年11月10日香港置地和合景泰富組成的合資公司成都宏譽房地產開發有限公司以37,8038億元民幣，樓面地價4200元/平方米，投得成都錦江區東大街延線與二環路交界處的攀成鋼商業、城鎮混合住宅用地項目，該項目佔地285.3795畝，總開發面積約125萬平米。項目定位為城市新興CBD的國際性綜合體，產品涵蓋高端住宅、服務式公寓/SOHO，商場、品牌店、沿街商業、寫字樓和五星酒店
2011年12月22日香港置地以總作價38.6億人民幣購入重慶照母山片區一幅52公頃的發展用地照母山。

#### 2012年
2012年7月30日香港置地將購入一個財團的30%權益,以參與發展朝陽區光華路（北京）中服Z3地塊，其樓面面積約12萬平方米

#### 2013年
2013年9月27日重慶渝北區人民政府與香港置地集團公司簽訂《香港置地中央工業園建設項目》
2013年11月13日香港置地、招商地產聯合體競得渝北區兩路組團F標準分區2宗商住地塊，總價40.1億元人民幣，土地面積為12.25萬平方米，規劃建築面積為30.68萬平方米，成交底價為12.28億元，樓面價為4002元人民幣
2013年12月19日香港置地與默林娛樂集團簽署諒解備忘錄，締結策略伙伴關係，默林娛樂集團將在香港置地旗下的長嘉匯興建其蜚聲國際的名人蠟像館──杜莎夫人蠟像館，以及建造海洋生物館（SEA LIFE）。而另一份意向書則有關于默林娛樂集團在香港置地中國內地首個發展項目約克郡興建獨特兒童室內景點──樂高發現樂園（LEGOLAND Discovery Centre）。

#### 2014年
2014年9月21日香港置地公布，與北京東城區政府合作，於北京王府井開發的旗艦商業中心項目，正式命名為「王府中環」，將以高端零售為主導。預計其購物中心可於2016年竣工；酒店於2017年落成。

#### 2015年
2015年2月28日香港置地伙拍新鴻基地產的元朗牛潭尾石湖圍項目，發展商最新向城規會申請大幅增加地積比及放寬高度限制，把上址由擬建300幢洋房的項目，「改造」為可提供29座逾30層高大廈、單位總數料達7291伙的大型屋苑，相關申請地盤面積121.6萬方呎（包括50.17萬方呎政府土地），現列為「綜合發展區」，發展商計劃按地積比3.6倍發展，可建住宅樓面逾437.8萬方呎，另加7.5萬方呎零售及會所等非住宅樓面；估計興建29幢樓高34至37層高住宅大廈，涉7291伙，平均單位面積約600方呎。
2015年5月17日旭輝控股與香港置地子公司「香港置地中國」成立各佔一半股權成立合營公司，共同開發上海浦東陸家嘴項目佔地約8.718萬平方米，總建築面積約22.7萬平方米的
地產項目。項目總投資金額估計為73億元（人民幣‧下同）
2015年7月15日龍湖地產和香港置地合營公司，分别以11.8億和12.6億人民幣，投得63.8萬平方米重慶大竹林嘉陵江灣地塊（新江與城天越）
2015年8月14日香港置地和龍湖地產以1.37億人民幣，投得重慶金州商圈中心約克郡商業中心與金州大道之間的純商業用地
2015年9月9日香港置地與上海陸家嘴集團旗下的上海前灘國際商務區投資（集團）有限公司簽署了一份合作框架協議，共同合作開發位於上海浦東前灘區域的一個總面積為21萬平方米的商業項目，投資總額達200億元（人民幣‧下同）

#### 2017年
2017年2月14日香港置地33%，招商局置地34%，碧桂园33%合营公司南京盛香园房地产开发有限公司以98.1億人民幣，投得南京市秦淮區中華門外中山南路以西2016G98土地，項目位于南京秦淮中华门地区，东至中山南路，南至应天大街，西至凤台路，北至秦淮河，临明城墙、中华门、大报恩寺遗址公园及金陵机器制造局历史文化街区，項目投资160亿元，計劃于2018年開工建设，預計于2021年10日竣工，占地面积为32萬平方米，擬建总建筑面积约57.5万平方米，其中地上建筑面积约21.5萬平方米。地下一层，建筑面积约36萬平方米，定位为包含一座奢华酒店及集零售、餐饮、办公、休閑、娱樂、亲子为一体的低密度开放街区的商业文化旅游項目
2017年2月22日香港置地卓爾控股在武漢簽署合作協議成立武漢夢想特區實業發展有限公司各佔50%股權，聯合開拓湖北市場。根據協議，雙方將組建合資公司，共同推進城市綜合體「夢想特區」、卓爾小鎮等特色項目建設
2017年6月13日IOI集團與香港置地簽署諒解備忘錄通過聯營公司WealthyLink私人有限公司聯手發展一幅位於新加坡中央林荫道佔地1万零869平方米（相等于1.09公顷）士地，將發展两幢办公大厦，出租面积约126万平方英尺，外加约3万平方英尺的零售店面，置地將持有合資公司的33%業權
2017年8月18日杭州萧山区人民政府、香港置地和传化集团正式签署战略合作协议成立杭州科谊房地产开发有限公司，共同在萧山開發建设中英产业新城
2017年8月30日香港置地和招商局置地各自持股50%的合資公司重慶瀚置招商房地產開發有限公司以13.0592億元人民幣投得重慶市兩江新區禮嘉组團A標準分區A23-7/06號宗地，該地塊面積141.95畝，容積率1.2，可開發體量11.35574萬平方米。
2017年8月31日香港置地以18.5億人民幣，投得重慶市兩江新區大竹林组團O分區O01-4/05、O01-1/05、O01-2/05號宗地，總占地面積14.23萬平方米，建築面積16.08萬平方米
2017年9月8日武漢市青山區政府與香港置地簽訂合作協議。根據協議，香港置地将投資150億元，在武漢市青山濱江生態商務區核心區東片地塊投負創新性城市综合體及高品質居住項目
2017年9月14日香港置地宣布投资130亿元、接手南京东铁管巷地块014和017地块意向，將建26萬平方米國際化金融商業城，其中一棟318米摩天樓，會成為新街口新地標。

#### 2018年
2018年1月17日香港置地旗下置地（香港）投资有限公司以47.7亿元投得南京秦淮区东铁管巷G84地块，位於东至中山南路，南至石鼓路，西至王府大街，北至汉中路，地块性质为商办混合用地，出让面积地上2.54万平方米，地下面积6661.23平方米，综合容积率9.25，计划建设26万平方米国际化金融商业城，项目将以金融为主导产业，融入部分高端商业，其中包含一栋318米的摩天大楼，将打造成新街口的新地标
2018年1月31日香港置地和泰國尚泰集團Central Group合組的公司以4.2億英鎊（約46.5億港元）購入英國駐泰國大使館剩下的部分（佔地23萊，即3.7公頃或9.1畝，約3萬6422平方公尺），成為泰國有史以來最大宗房地產交易，亦是英國外交部歷來規模最大的出售
2018年3月13日IOI產業宣布，已終止與香港置地聯營發展和管理新加坡中央林蔭道（Central Boulevard）地段的協議
2018年4月13日香港置地的MCL地產與仁恒置地組成的合資公司Asia Radiant。以9.069億新元購入新加坡花拉路金香园（Tulip Garden）
2018年8月1日華鑫置業、上海萬科、香港置地、徐匯土地儲備有限公司各持有35%:33.3%:26.7%.5%的上海鑫僑高置業有限公司以98.632億人民幣投得上海徐匯區漕河涇東區喬高地塊即虹梅街道xh240A-02、xh240A-04、xh241A-01、xh241B-01、xh241C-01地塊，位於東至保留企業，南至漕寶路，西至保留企業、蒼梧路，北至田林路，總占地面積118281.19平方米，共分為五個地塊，地上建築總面積不超過356933平方米，地下256800平方米，總建築面積超過65萬平方米，該項目的總投資預計在200-250億元，為漕河涇有史以來最大開發項目
2018年8月10日香港置地旗下重慶怡置房地産開發有限公司以44.9億元人民幣投得南京江北新區浦濱路以東、萬壽路以南地塊，建设用地面积115420平方米，樓面價17682元/平方米，溢價率18.47%。
2018年12月18日成都佳遜投資有限公司（龍湖地產）和成都金萬豐企業管理有限公司（金科股份）及香港置地旗下成都瀚置乾越企业管理咨询有限公司各自持股比例分別為，34%、33%、33%的合資公司成都怡置星怡房地產開發有限公司，以樓面地價為7340元/平方米投得成都雙流區公興街道藕塘村集體、5、6組，純住宅用地(怡心湖2號宗地)，該地塊淨用地面積93.0322畝，計算容積率2.4991，可開發體量15.5萬平方米
2018年12月28日香港置地以8.14億元民幣投得重慶兩江新區悅來組團D分區D21-1/03、D21-2/03號純住宅用地，成交樓面價6250元/平方米，該地塊面積124.91畝(83276平方米)，建築面積124915平方米，容積率1.50
2018年12月29日香港置地與卓越置業組成的合資公司以5,15億元民幣底價投得重慶兩江新區禮嘉組團F標準分區F05-2/07號宗地，成交樓面價8395元/平方米。該地塊為二類居住用地，土地面積40899平方米，建築面積61348平方米，容積率1.50

#### 2019年
2019年3月13日香港置地退出上海浦東前灘21-02地塊項目（前灘置地廣場）的開發。
2019年5月5日香港置地和卓爾控股旗下的合資公司武漢夢想特區實業發展有限公司共同發展武漢夢想特區建設項目（A地塊），該項目位於東西湖區將軍路街金銀潭大道北，宏圖一路西，項目用地面積83312.07平方米，項目總建築面積360614.21平方米，地下室建築面積151977.67平方米，容積率2.5，建築密度40％，綠地率20.0  ％。項目包含劇院，戲曲文化研究中心，交易市場，商業，辦公室
2019年6月28日香港置地旗下武漢怡置明鴻房地產開發有限公司以16.9792億元民幣，樓面地價7499.8元平方米，投得武漢經濟技術開發區35R2地塊純住宅用地，該地塊位於武漢經濟開發區後官湖南岸，地塊面積90555.84平方米，建築面積226390平方米，容積率2.50
2019年7月15日新鴻基地產與香港置地合作的元朗牛潭尾石湖圍丈量約份第105約地段第2091號住宅項目，以21億元完成補地價，以可建總樓面約48.65萬方呎計算，每呎補價約4316元，地盤面積約154.1092萬方呎，當中住宅部分以地積比5倍發展，可建樓面面積約546.9457萬方呎，提供25幢住樓高32至43層高的住宅，涉及11292伙，平均單位面積約484方呎。
2019年9月8日香港置地以15.04億元人民幣投得杭政儲出[2019]44號地塊，該地塊位於杭州拱墅區運河新城單元GS1202-R21-26地塊，住宅（設配套公建）用地，該地塊面積28234平方米，容積率2.6，可建面積73408.4平方米，樓面價20487.96元/平方米，溢價率12.74％。
2019年9月12日香港置地和龍湖地產以17.6億元人民幣，樓面價5534元平方米，投得重慶沙坪壩區西永組團U標準分區U4-4-5/06，U4-4-4 /06號宗地，該地塊位於沙坪壩區大學城板塊。在軌道1號線尖頂坡站附近，緊鄰重慶大學虎溪校區，出讓面積162249平方米（243.37畝），建築面積318009平方米，容積率1.96。
2019年9月12日香港置地和 Noble Development 诺博地产签订合资协议，相方将共同以全新品牌發展位於曼谷市奔集無線電路一幅佔地5000平方米的住宅用地，开发高端豪宅项目。
2019年9月16日香港置地以12.5億元人民幣，樓面價9394元平方米，投得重慶兩江新區兩路組團Ç標準分區C53-1，C55-1，C56-1，C57-1，C49-12號宗地，該地塊位於中央公園旁，周邊道路網路完善，緊鄰公園西路和中二路，出讓面積面積64511平方米，建築面積133067平方米，容積率2.0
2019年9月17日香港置地以19.3873億元人民幣，樓面價31100元平方米，投得上海閔行區華漕鎮MHP0-1402單元07-06地塊，該地塊位於南虹橋商務區位置東至金輝路，南至朱建路，西至經一河，北至張申浦，出讓面積34632.5平方米，容積率1.8，建築面積62338.5平方米，地上建築限高50米，住宅套數下限622。

### 2020年代

#### 2020年
香港置地以總地價310.5億人民幣，投得上海市徐匯濱江西岸金融港地皮，該地皮位於東至瑞寧路，南至瑞寧路、龍騰大道，西至東安路，北至龍華中路，地盤面積23.13萬平方米，總建築面積：約180萬平方米，地塊將建辦公66萬平方米；商業21萬平方米（地上15萬平方米，地下6萬平方米）；租賃住宅15.6萬平方米；酒店5.5萬平方米；文化體育4萬平方米；保障房1478平方米；可售商品住宅僅2.8萬平方米。
在2021年末，香港置地联合苏州新建元，收购了一宗位于苏州金鸡湖东岸的优质商业用地。该项目预计总建筑面积约为16万平方米，将定位为一个高端零售主导的商业综合体，提供豪华的购物、餐饮和酒店款待体验。预计2026年苏州港置中环开业之际，商场内不仅将聚集Hermes、Chanel、Dior、LV、Gucci、Prada等顶级奢侈品独栋，还会聚集各类一线奢侈品牌和各国高端餐饮。届时苏州商业将凭港置中环辐射全球。
2025年4月24日以63億港元出售位於中環康樂廣場8號交易廣場一期第42樓、43樓、44樓、45 樓、46樓、47樓、48樓、49樓及50樓各全層；及平台物業，包括位於交易廣場平台1樓101–102舖及平台2樓201–202舖及204–205舖總實用面積為147025平方呎，平均呎價達42849元给香港交易所旗下全資附屬公司Aurora，作為港交所永久總部及辦公室

## 建築物

### 商用建築物
置地公司為香港、新加坡、雅加達商業中心區的主要業主，業務亦遍及亞洲其他多個城市，包括：

#### 港澳地區
- 歷山大廈
- 遮打大廈
- 交易廣場第一座、第二座、第三座
- 怡和大廈
- 置地廣塲
- 公爵大廈
- 告羅士打大廈
- 約克大廈
- 太子大廈
- 澳門壹號廣場持有49%業權

#### 東南亞
- 新加坡萊佛士連道一號，持有100%業權
- 新加坡城聯廣場（CityLink Mall），持有50%業權
- 新加坡萊佛士碼頭一號，持有33.3%業權
- 新加坡濱海灣金融中心，持有33.3%業權
- 馬來西亞吉隆坡Wangsa Walk Mall

- 雅加達世界貿易中心1.2.3.5.6座，持有50%業權

- 河內Central Building，持有65%業權
- 河內63 Ly Thai To，持有73.9%業權

- 曼谷姬紗芭莎持有49%業權
- 曼谷英國駐泰國大使館持有49%業權，項目佔地37101平方米，將興建兩座43層高的甲級寫字樓，樓面面積合共為十七萬平方米，寫字樓之下將建有六層高的零售／生活時尚平台，樓面面積為十二萬平方米，項目另設可停泊約3400輛汽車的地庫停車場。

- 柬埔寨金邊交易廣場，持有100％業權
- 柬埔寨金邊Central Mansions，持有100％業權

2011年4月27日通過其設在新加坡的獨資子公司，向JSM Indochina有限公司買下位于金邊市的四段永久地皮，成交價為3千365萬美元。

#### 中國內地
- 王府中環（2021年5月）北京市王府井王府中環，持有84%業權

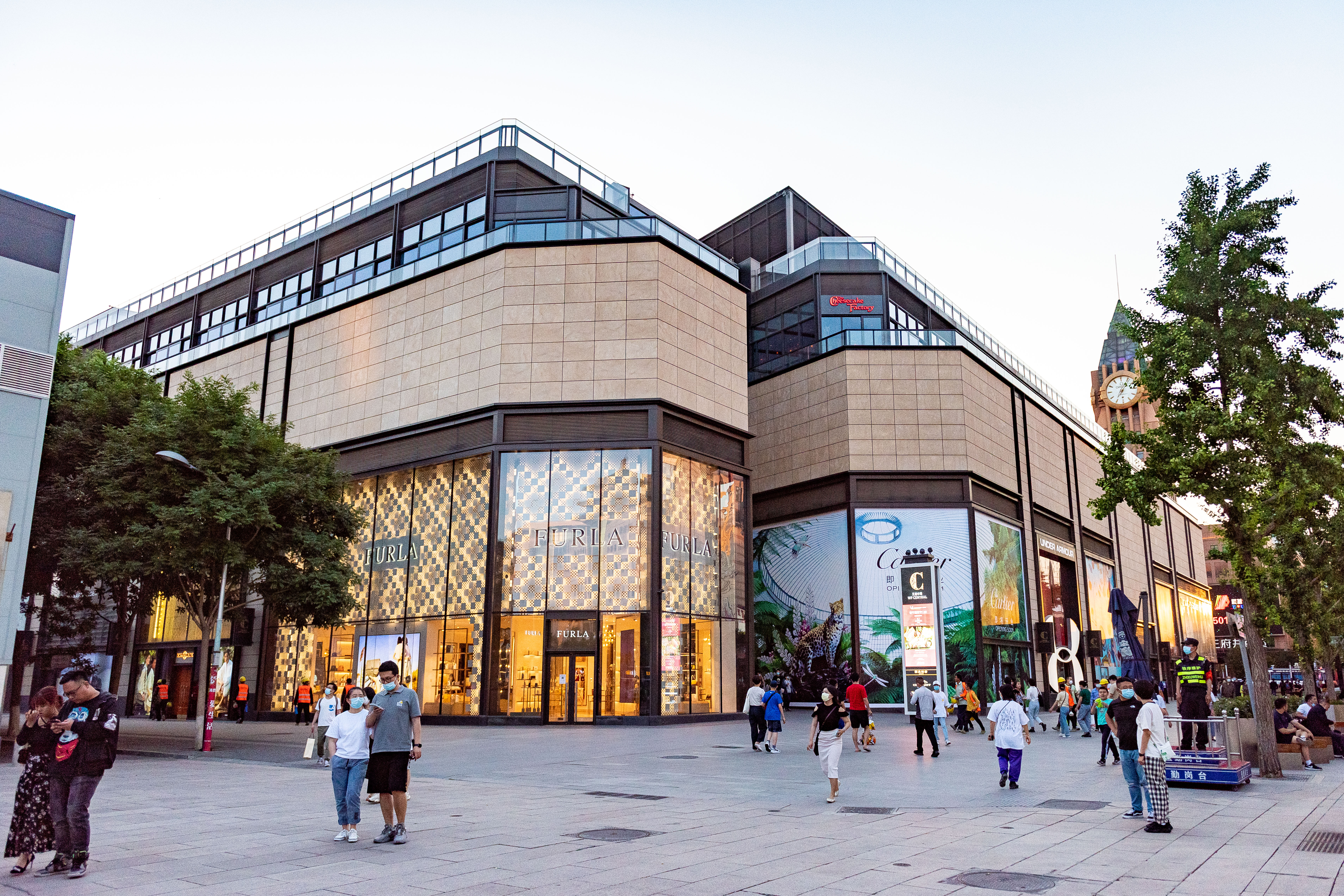
王府中環（2021年5月）

- 北京市朝陽CBD中服Z3地塊，持有30%業權

- 南京市越城天地，持有33%業權
- 南京市秦淮區東鐵管巷金陵中環，持有50%業權
- 杭洲市蕭山中英產業新城，持有30%業權
- 上海市置匯旭輝廣場，持有50%業權
- 上海市LCMart生鮮市集
- 上海市徐匯濱江項目（建設中），持有43％業權
- 武漢市夢想特區建設項目武漢客廳，持有50%股權

項目位於東西湖區總面積180萬平方米，將打造成集文化藝術品展覽，交易，高端酒店，商業集群於一體的世界級文化綜合體和城市文化地標
- 重慶市長嘉匯購物公園，持有50%業權
- 重慶市約克郡光環購物公園（總建築面積達42萬平方米，其中17萬平方米為購物中心）
- 重慶市中環万象城（預計2025年建成）
- 成都市環球匯購物中心（預計2023年落成），持有50%業權
- 蘇州工業園区新建元圓融香港置地中環廣場（原定預計2026年4月開業，延期至2027年）

### 住宅項目
置地公司在亞洲擁有龐大的住宅發展業務，透過全資或合營項目，集中發展高級及豪華市場的銷售項目。近期落成或發展中的住宅項目如下：

#### 港澳地區
- 太安樓
- 觀塘大廈
- 置富花園
- 置樂花園
- 上林，大坑道11號
- 傲翔灣畔，域多利道86號
- 綠意居，卑路乍街26號
- 元朗牛潭尾石湖圍項目，持股45.5%，地盤面積約154.1092萬方呎，當中住宅部分以地積比5倍發展，可建樓面面積約546.9457萬方呎，提供25幢住樓高32至43層高的住宅，涉及11292伙，平均單位面積約484方呎
- 大埔鹽田仔聯益新村項目，持有約10.41萬方呎用地
- 壽山村道18A
- 澳門壹號湖畔 持有46.6%業權
- 薄扶林沙宣道46號百合苑（鄉郊建屋地段196號）。物業現狀為7間3層高之獨立屋，連獨立車庫及私人泳池，地盤面積約44,800平方呎

#### 東南亞
- 菲律賓NorthPine Land（原名 Jardine LandInc）
- 菲律賓馬尼拉Roxas Triangle Tower，持有40%業權（182個單位）
- 菲律賓馬尼拉Two Roxas Triangle，持有40%業權
- 菲律賓馬尼拉The Velaris Residences，持有40%業權（商住項目）
- 菲律賓宿霧曼達維市Mandani Bay，持有40%業權（佔地面積20公頃，建築面積120萬平方米，3778個單位）

- 馬來西亞和新加坡以MCL地產的名義營運
- 新加坡Parc Esta（東景苑）佔地約34,997平方米（1399個單位和5間商舖）
- 新加坡Lake Grande（湖景豪苑）（710個單位）
- 新加坡Leedon Green（绿墩雅苑）（638個單位），持有50%業權
- 新加坡Margaret Ville（景悦苑）（309個單位）
- 新加坡LakeVille（麗湖景）（696個單位）
- 新加坡Sol Acres（樂陽軒）（1327個單位）
- 新加坡诺森伯兰路（Northumberland Road）鑫丽嘉园（Piccadilly Grand）（407個單位）（與城市發展合作發展）
- 新加坡丹戎加东莉丰嘉园(Tembusu Grand) （638個單位）（與城市發展合作發展）
- 新加坡金文泰一号街私人住宅地块房地产项目，持有51%業權（與中國建築集團合作發展）
- 新加坡金文泰1道、松林阁（Pine Grove）B地段，（與金光置地合作發展）
- 新加坡登加共管式公寓Copen Grand（639個單位）（與城市發展合作發展）
- 馬來西亞吉隆坡旺沙瑪珠Quinn（361個單位）
- 馬來西亞吉隆坡旺沙瑪珠Sfera
- MCL Land 已發展的住宅項目包括 Parvis、Hillcrest Villa、Fernhill、Calrose、Metz 及 Waterfall Gardens

- 胡志明市 The Marq（515個單位），持有70%業權
- 胡志明市 The Nassim（500個單位），持有50%業權

- 泰國EsseSukhumvit36（338個單位）持有49%業權
- 泰國Nonthaburi（1217座別墅）持有49%業權
- 泰國King Kaew（472座別墅）持有49%業權
- 泰國Lake Legend（57幢獨立別墅）

- 阿斯特拉置業印尼有限公司
- 阿南达玛雅（Anadamaya Residences），持有40%業權，項目由三座住宅大樓組成，高層擁有平台和地下停車場等綜合設施，提供509個單位

- 艾霞（Asya），持有33.5%業權，項目位於東雅加達的查貢，佔地六十八公頃

- 阿露瑪雅住宅（Arumaya Residences），持有40%業權，項目位於雅加達東區面積15公頃湖泊之旁，開發佔地70公頃的 Asya 鎮區工程，這項工程將於2017年11月底開始啟動

- Avania，持有50％業權，項目位於雅加達的心臟位置，佔地1.9公頃，包括兩座住宅大廈，與另一座寫字樓同屬一個綜合發展項目。

- Nava Park，持有49％業權，項目位於雅加達塞爾蓬，佔地六十八公頃，其中包括十公頃園林及渡假式鄉村俱樂部

#### 中國內地
- 北京市新城‧國際，持有40%業權（1900個住宅單位）
- 北京市香江花園楓葉園，持有90%業權（209個住宅單位）

- 杭洲市蕭山區前灣，持有30%業權（3063個住宅單位）
- 杭洲拱墅區上河公元（592個住宅單位）

- 武漢市梦想特區宏圖里（614個住宅單位），持有50%業權
- 武漢市後官湖印湖雲著，持有66%業權（1011個住宅單位）

- 武漢市武漢東湖新技術產業開發區，P（2021）033號地塊，位于东湖开发区神墩五路以南、高科园路以西、高科园三路以北、星高路以东，为住宅用地，土地面积84769.91平方米，建筑密度20%，持有100%業權

- 上海市閔行區華漕鎮虹廬灣，持有50％業權（453個住宅單位）
- 上海市鑫耀中城，持有26.7％業權（453個住宅單位）

- 南京市江與城，持有50%業權（2243個住宅單位）
- 南京市越城天地，持有33%業權（705個別墅及商墅單元）
- 南京市溧水區石燕路以东、崇文路以南G10地块，持有100%業權

- 成都市雙流區天湖灣持有33%業權（1011個住宅單位）
- 成都市]]錦江區環球匯·天譽，持有100%業權（2317個住宅單位）
- 成都市金牛區瑰雲里持有50%業權（835個住宅單位）
- 成都市青羊區文家街道天湖翠林（730個住宅單位）
- 成都市青羊區康河街道（西元）（504個住宅單位）

- 重慶市公園大道項目（4738個住宅單位）
- 重慶市江與城，持有50%業權
- 重慶市新江與城，持有50%業權（4050個住宅單位）
- 重慶市約克郡南郡，持有100%業權
- 重慶市約克郡北郡，持有100%業權（4718個住宅單位）
- 重慶市江山樾，持有50%業權
- 重慶市雲山嶽，持有100%業權（976套洋房單位）
- 重慶市嘉景灣，持有50%業權（642個住宅單位）
- 重慶市壹江郡，持有100%業權（794個住宅單位）
- 重慶市林山郡，持有50%業權（476個住宅單位）
- 重慶市衿湖翠林（476個住宅單位）
- 重慶市學樘府（894個住宅單位）
- 兩江新區禮嘉组團A標準分區A23-7/06號宗地
- 兩江新區禮嘉組團F標準分區F05-2/07號地塊
- 兩江新區大竹林组團O分區O01-4/05、O01-1/05、O01-2/05號地塊
- 兩江新區悅來組團D分區D21-1/03、D21-2/03號純住宅用地
- 兩江新區兩路組團Ç標準分區C53-1，C55-1，C56-1，C57-1，C49-12號住宅用地
- 沙坪壩區西永組團U標準分區U4-4-5/06，U4-4-4 /06號宗地
- 江北區觀音橋組團I分區I20-1、I20-3-1、I22-1-1、I22-4-1、I23-1地塊

由沈阳汇置地产集团持有
- 汇置公园里，持有50%業權
- 汇置尚都，持有50%業權
- 汇置尚岛，持有50%業權

## 外部連結
- 官方网站